# For the Girl Who Has Everything
"For the Girl Who Has Everything" é uma música da boy band norte-americana NSYNC. Foi lançada como o quarto single do álbum de estréia auto-intitulado. Foi lançada em agosto de 1997, exclusivamente no mercado alemão. O single nunca foi lançado em todo o mundo. A faixa foi mais tarde incluída na versão americana do seu álbum de estréia.

## Clipe
O clipe estreou na televisão terrestre em agosto de 1997. O vídeo mostra a banda encalhada na praia, tentando enviar presentes e mensagens para uma garota, na tentativa de resgatá-los. No entanto, ela está muito ocupada com seu namorado flash. O vídeo entrelaça clipes da banda com clipes da garota e seu namorado. o vídeo foi parcialmente gravado no norte da Espanha, em Santander. A versão do vídeo incluída em 'N the Mix é ajustada ao remix da música, incluída na versão americana do *NSYNC .

## Faixas
CD1
1. "For the Girl Who Has Everything" (Radio Mix) – 3:56
2. "For the Girl Who Has Everything" (Verão álbum) – 3:51

CD2
1. "For the Girl Who Has Everything" (Radio Mix) – 3:56
2. "For the Girl Who Has Everything" (Verão álbum) – 3:51
3. "For the Girl Who Has Everything" (Unplugged) – 4:19
4. "The Lion Sleeps Tonight" (Solomon Linda; Hugo Peretti; Luigi Creatore; George David Weiss; Albert Stanton) – 3:10
5. "For the Girl Who Has Everything" (Vídeo) – 4:07

## Desempenho nas tabelas musicais
| Parada (1997)                             | Posição |
| ----------------------------------------- | ------- |
| Alemanha (Paradas de singles da Alemanha) | 32      |
| Áustria (Paradas de singles da Áustria)   | 32      |
| Suíça (Paradas de singles da Suíça)       | 22      |